# Hervé de Keranflec'h
Pour les articles homonymes, voir Keranflech.
Hervé Charles Marie Rogatien de Keranflec'h-Kernezné, né le 22 octobre 1861 à Nantes (Loire-Atlantique) et mort le 16 décembre 1946 à Saint-Gilles-Vieux-Marché, est un militaire homme politique français.

## Biographie
Hervé de Keranflec'h est le fils de Charles Joachim Guillaume Marie de Keranflec'h, maire de Saint-Gilles-Vieux-Marché, et de Marie-Thérèse de Lambilly. Il épouse Simone de Boisboissel, fille de Charles-Edmond de Boisboissel.
Officier de cavalerie, il prend sa retraite avec le grade de commandant et se retire sur ses terres à Saint-Gilles-Vieux-Marché. Maire de la commune et conseiller général, il est élu sénateur des Côtes-du-Nord en 1912, et siège à droite. Il s'occupe surtout des affaires militaires et des haras. Battu aux sénatoriales de 1921, il retrouve un siège de député dans la foulée, aux élections législatives partielles qui suivent ces sénatoriales où cinq députés sont passés au Sénat. Il ne se représente pas en 1924.
Il est promu officier de la Légion d'honneur en 1939.

## Sources
- « Hervé de Keranflec'h », dans le Dictionnaire des parlementaires français (1889-1940), sous la direction de Jean Jolly, PUF, 1960 [détail de l’édition]